# Carcinoma ductal de páncreas
El carcinoma ductal de páncreas es una forma de cáncer de páncreas que se forma en los conductos glandulares del páncreas. Es una de las formas más frecuentes de cáncer en la glándula pancreática y, aunque las causas aún se desconocen, se le ha identificado una fuerte asociación con el gen p16INK4a supresor del ciclo celular. El carcinoma ductal de páncreas es una de las principales causas de muerte por cáncer. El cáncer de páncreas puede también aparecer en los acinos de las glándulas, en el estroma y células del islote. La histología del carcinoma ductal puede ser de tipo adenocarcinoma o mucinoso.